# Обрушение балкона в Нальчике
В четверг 25 июня 1998 года около 11:00, по другим данным около 11:40 по местному времени в спорткомплексе «Юность России» в Нальчике обвалился балкон со зрителями.

## Предыстория
В 1976 году в Нальчике началось строительство спортивного комплекса «Трудовые резервы», в исходном проекте первоначально балкон отсутствовал. Строительством объекта занимался трест «Каббалкгражданстрой». В начале 1980 года из-за проведения Олимпиады в Москве, в следствии отсутствии финансирования, строительство было приостановлено. С 1985 года объект вновь стал возводиться, в проект был включён балкон. Строительство было завершено в 1994 году, спорткомплекс стал именоваться «Юность России», однако объект не принимал никакие крупные соревнования, лишь в 1997 году стало известно, что Нальчик должен принять чемпионат России по вольной борьбе, который пройдёт в этом спорткомплексе. Чемпионат России должен был посвящён памяти двукратного олимпийского чемпиона Ивана Ярыгина, который погиб в октябре 1997 года. После решения о проведении турнира, начали проводить косметический ремонт здания. За несколько дней до проведения чемпионата завершились отделочные работы в спорткомплексе.

## Хронология событий
25 июня 1998 года во спорткомплексе начался чемпионат России, торжественное открытие планировалось на 18:00. Примерно в 11:00 балкон, на котором находилось около 50 — 100 человек рухнул на трибуну со зрителями. Находившееся на балконе зрители практически не пострадали. Рухнули 8 плит перекрытия длина которых 5,9 м, ширина — 1,2 м, а вес — 2,2 тонны каждая. По сообщению главы администрации Нальчика Мухамеда Шогенова, среди погибших — 20 местных жителей и двое приезжих из Дагестана, среди которых обладатель Кубка мира по борьбе и призёр чемпионата России Шамиль Умаханов. По другим данным погибших было 23 человека. Разбирать обломки бетона продолжили до 14:00 по местному времени того же дня. Пострадали по разным оценкам от 47 до 60 человек. Среди пострадавших было несколько женщин и детей.

## Расследование и суд
Правительство Республики Кабардино-Балкарии выделило семьям погибших по 20 тысяч рублей. Чемпионат России был отменён. Версию о террористическом акте сразу исключили. Причиной падения балкона стала не перегрузка, а технические просчеты. Руководители фирмы, которая проводила ремонтные работы, руководитель спортобщества принимавший спорткомплекс в эксплуатацию были осуждены, а впоследствии амнистированы.

## Видео
- Трагедия в Нальчике
- Балкон, убивший 22 человека, рухнул из-за аплодисментов?
- Расследование катастрофы